# Battaglia di Kharistan
La battaglia di Kharīstān (in arabo ﻣﻌﺮﻛـة ﺧﺮﻳﺴﺘﺎﻥ‎?, Maʿrakat Kharīstān), detta anche giornata di Sān (in arabo ﻭﻗﻌﺖ ﺳﺎﻥ‎?, Waqʿat Sān, dal nome di una località nei pressi del campo di battaglia), tatticamente collegata alla battaglia del Bagaglio di pochi mesi prima, fu un fatto d'armi combattuto nel dicembre del 737 in Transoxiana tra le truppe arabo-islamiche omayyadi e i Turchi Turgesh del Kaghan Su Lu.

## Antefatti
La sconfitta del Governatore del Khorasan, al-Junayd b. ʿAbd al-Raḥmān al-Murrī nella battaglia del Bagaglio del 731 non comportò curiosamente la sua immediata deposizione da parte del Califfo Hishām b. ʿAbd al-Malik, sicché egli seguitò a tenere la wilāya di Samarcanda fino alla sua morte nel febbraio-marzo del 734.
La sua carica fu allora assegnata dal Califfo al generale giazireno ʿĀṣim b. ʿAbd Allāh al-Hilālī, la cui accentuata durezza non gli fece guadagnare alcuna simpatia tra i suoi amministrati, già scossi dagli ultimi disastrosi eventi bellici e in crisi profonda di fiducia nei confronti di Damasco.
Il Governatore del Ṭokhāristān a Balkh, Naṣr b. Sayyār, che era stato posto agli arresti all'arrivo di ʿĀṣim a Samarcanda, perché sospettato di far parte della cerchia del defunto al-Junayd, dovette affrontare con soli 10 000 soldati la rivolta che al-Ḥārith b. Surayj aveva organizzato, partendo dal piccolo avamposto di al-Nukhudh, nel Basso Ṭokhāristān.
La resistenza di Naṣr b. Sayyār fu agevolmente superata, dando l'opportunità ad al-Ḥārith di marciare con i suoi 60 000 uomini contro Marw e il suo Governatore, costretto a versare a ogni suo soldato una regalia di tre dīnār per assicurarsene in qualche modo la fedeltà.

## Il secondo governatorato di Asad

### I prodromi della battaglia
Giunse però per ʿĀṣim la rimozione dalla carica, cui venne destinato dal Califfo, per la seconda volta, Asad al-Qasrī.
La posizione difensiva, dettata al nuovo Wālī da un'evidente condizione d'inferiorità numerica, si rivelò alle lunghe vincente.

Asad si recò innanzi tutto in Khuttal per disinnescarne il potenziale pericolo, profittando del momento di crisi di successione di quel principato, sottoponendolo a razzie che gli fruttarono un ingente bottino bellico.

Sulla strada del ritorno però, fu intercettato da Su Lu. Asad poteva contare su appena 4 000 uomini, costituiti da Siriani, dalla guarnigione araba del Gūzgān comandata da Miqdām b. ʿAbd al-Raḥmān e dal piccolo esercito eftalita di quella stessa regione, cui il governatore aggiunse un imprecisato numero di ghulām, autorizzati in quella situazione di emergenza a combattere, imbracciando come armi "bastoni e mazze".
In tali condizioni Asad al-Qasrī optò per una prudenziale ritirata, mandando avanti una parte delle prede belliche legate alla campagna in Khuttal, sotto la guida di Ibrāhīm b. ʿĀṣim al-ʿUqaylī, al comando di pochi soldati arabi e dei combattenti iranici del Ṣaghaniyān di Ṣaghān (Chāghān) Khudāh. L'arrivo dei Turgesh lo costrinse però a una precipitosa fuga in direzione del fiume Oxus, che varcò celermente, tallonato da vicino dal nemico, che si attardò tuttavia a mettere le mani sul grosso del bagaglio che non era stato ancora messo al sicuro.
In quelle condizioni Asad si affrettò ad attraversare l'Oxus per entrare nel più amichevole territorio del Ṭokhāristān, inseguito poco avvedutamente dalla cavalleria nemica. Asad provvide a far distruggere i ponti che ne consentivano l'attraversamento ma l'impegno profuso immediatamente dopo da Su Lu per la loro ricostruzione fu assai verosimilmente male eseguito, tant'è vero che numerosi Turgesh, lanciati all'inseguimento di Asad, precipitarono nelle acque gelide e turbolente al momento di traversare il corso d'acqua, e affogarono. Altri cavalieri, invece, entrarono di slancio nelle acque già fredde del fiume, seguendo la stessa sorte.
Il mattino dopo, forse su indicazione dei suoi esploratori, Asad capì che i Turgesh che avevano attraversato il corso d'acqua avevano puntato sul facile obiettivo delle prede belliche del Khuttal. Per parte sua, anziché mettersi in salvo, il Governatore omayyade - che ebbe per questo anche l'approvazione di Naṣr b. Sayyār - decise di cercare i Turchi e di attaccarli. La sua decisione evitò il 1º ottobre 737 la più completa catastrofe delle armi islamiche, anche se dell'intera campagna il chiaro vincitore rimaneva pur sempre Su Lu, tanto che il ritorno dei soldati a Balkh fu accolto da «canzonette beffarde dei monelli persiani».

### La battaglia di Kharīstān
Due mesi dopo giunse notizia che i Turgesh avanzavano su Balkh (7 dicembre 737), aggredendo i musulmani nella provincia del Khorasan, fatto che stupì e angosciò i musulmani, che vedevano messa colà a gravissimo rischio la presenza omayyade.
Accanto al Kaghān si trovava al-Ḥārith b. Surayj, uomini del Khuttal, della Sogdiana, dello Shāsh e del Ṭokhāristān. Balkh non fu tuttavia attaccata dai Turgesh che si mossero a meridione di essa, probabilmente per conquistare Marw e Marw al-Rūdh.
Asad aveva il grosso delle sue truppe acquartierata per il rigido inverno ma il morale fornito dallo zelo religioso suscitato da un vibrante discorso del Governatore riuscì a salvare la situazione, e d'altra parte anche Su Lu aveva frazionato il suo esercito, probabilmente per le difficoltà di approvvigionare d'inverno un numero troppo alto di guerrieri.
Lo scontro avvenne a poca distanza da Shubūrqān, che già era caduta in mano turca.
A destra della compagine califfale erano schierati i Banū Azd e Banū Tamīm, l'alleato signore del Gūzgān, i mercenari e i Siriani dei jund di Qinnaṣrīn e di Filasṭīn, mentre all'ala sinistra si trovavano i Banū Rabīʿa con Yaḥyā b. Ḥudayn, i guerrieri di Ḥimṣ a altri Azd.
Quest'ultima cedette all'assalto turco ma l'ala destra rovesciò la situazione, grazie forse a un'abile manovra aggirante del re del Gūzgān.
I Turgesh andarono in rotta e i vincitori poterono saccheggiare a loro volta i beni degli sconfitti, liberando le donne musulmane catturate dai Turgesh, mentre la moglie stessa del Khagān veniva pugnalata a morte da un suo schiavo eunuco per evitare che cadesse nelle mani dei soldati di Asad e dei loro alleati.
Su Lu e al-Ḥārith invece si salvarono con la fuga, inutilmente inseguiti da Jaʿfar b. Ḥanẓala al-Bahrānī, agevolati dal maltempo.
Il Khagān passò da Jazza, dal Ṭokhāristān e dall'Ushrusana, rientrando nei suoi territori. Pochi mesi più tardi, nel 738, sarebbe caduto vittima dell'assassinio di Kūrsūl per motivi personali. I restanti guerrieri turchi venivano intanto annientati, uno dopo l'altro, dalle forze di Asad.